# 1018 w literaturze
Wydarzenia literackie w 1018 roku.

## Urodzili się
- Abul Hasan Hankari, muzułmański filozof i teolog (zm. 1093)
- Michał Psellos, bizantyjski filozof i pisarz (zm. między 1078 a 1097)

## Zmarli
- Thietmar z Merseburga, niemiecki biskup i kronikarz (ur. 975)